# Luis Henrique
Luis Henrique Tomaz de Lima (João Pessoa, 14 december 2001) is een Braziliaans voetballer die doorgaans speelt als vleugelspeler. In juni 2025 verruilde hij Olympique Marseille voor Internazionale.

## Clubcarrière
Henrique speelde in de jeugd van Três Passos, voor hij werd opgenomen in de jeugdopleiding van Botafogo. Zijn competitiedebuut voor deze club maakte hij op 4 december 2019, toen de club in de Série A op bezoek ging bij Atlético Mineiro. Door doelpunten van Jair Rodrigues Júnior en Luan werd met 2–0 verloren. Henrique moest van coach Alberto Valentim op de reservebank beginnen en hij mocht twaafl minuten na rust invallen voor Leonardo Valencia. Zijn eerste doelpunt als profvoetballer maakte de vleugelaanvaller op 26 januari 2020, in het eigen Estádio Olímpico Nilton Santos tegen Macaé. Na de openingstreffer van Pedro Raúl verdubbelde Henrique, die het gehele duel meespeelde, de voorsprong van Botafogo. Bruno Nazário maakte hierop de derde, waarna tegenstander Matheus Babi de uitslag besliste op 3–1.
Henrique verkaste in september 2020 voor een bedrag van circa acht miljoen euro naar Olympique Marseille, waar hij zijn handtekening zette onder een verbintenis voor de duur van vijf seizoenen. Na twee seizoenen in Frankrijk huurde zijn oude club Botafogo hem voor anderhalf jaar. Na zijn terugkeer in Frankrijk kwam Henrique weer meer aan spelen toe en in augustus 2024 werd zijn contract opengebroken en met drie jaar verlengd tot medio 2028.
In het seizoen 2024/25 kwam Henrique tot zeven doelpunten en acht assists in de Ligue 1. Hierop werd hij in juni 2025 voor een bedrag van circa drieëntwintig miljoen euro overgenomen door Internazionale. In Milaan tekende hij een contract voor vijf seizoenen.

## Clubstatistieken
| Seizoen | Club                | Competitie | Competitie | Competitie | Beker | Beker | Internationaal | Internationaal | Totaal | Totaal |
| Seizoen | Club                | Competitie | Wed.       | Dlp.       | Wed.  | Dlp.  | Wed.           | Dlp.           | Wed.   | Dlp.   |
| ------- | ------------------- | ---------- | ---------- | ---------- | ----- | ----- | -------------- | -------------- | ------ | ------ |
| 2019    | Botafogo            | Série A    | 2          | 0          | 0     | 0     | —              | —              | 2      | 0      |
| 2020    | Botafogo            | Série A    | 15         | 2          | 4     | 0     | —              | —              | 19     | 2      |
| 2020/21 | Olympique Marseille | Ligue 1    | 19         | 0          | 2     | 0     | 3              | 0              | 24     | 0      |
| 2021/22 | Olympique Marseille | Ligue 1    | 20         | 0          | 3     | 1     | 2              | 0              | 25     | 1      |
| 2022    | → Botafogo          | Série A    | 10         | 0          | 0     | 0     | —              | —              | 10     | 0      |
| 2023    | → Botafogo          | Série A    | 44         | 4          | 6     | 1     | —              | —              | 50     | 5      |
| 2023/24 | Olympique Marseille | Ligue 1    | 15         | 1          | 2     | 0     | 7              | 0              | 24     | 1      |
| 2024/25 | Olympique Marseille | Ligue 1    | 33         | 7          | 2     | 2     | —              | —              | 35     | 9      |
| 2024/25 | Internazionale      | Serie A    | 0          | 0          | 0     | 0     | 0              | 0              | 0      | 0      |
| Totaal  | Totaal              | Totaal     | 158        | 14         | 19    | 4     | 12             | 0              | 189    | 18     |

Bijgewerkt op 11 juni 2025.